# Oxyceros vidalii
Oxyceros vidalii är en måreväxtart som beskrevs av Deva D. Tirvengadum. Oxyceros vidalii ingår i släktet Oxyceros och familjen måreväxter.
Artens utbredningsområde är Vietnam. Inga underarter finns listade i Catalogue of Life.